# مقاطعة برشيروف
مقاطعة برشيروف (بالتشيكية: Okres Přerov)‏ هي مقاطعة (أوكريس) في إقليم أولوموتس في جمهورية التشيك.
عاصمة هذه المقاطعة هي مدينة برشيروف.

## اقرأ أيضاً
- مقاطعات جمهورية التشيك